# Cheiranthera simplicifolia
Cheiranthera simplicifolia är en tvåhjärtbladig växtart som först beskrevs av E.M.Benn., och fick sitt nu gällande namn av L.W.Cayzer och Crisp. Cheiranthera simplicifolia ingår i släktet Cheiranthera och familjen Pittosporaceae. Inga underarter finns listade.